# NGC 5375
NGC 5375 (również NGC 5396, PGC 49604 lub UGC 8865) – galaktyka spiralna z poprzeczką (SBab), znajdująca się w gwiazdozbiorze Psów Gończych. Jest to galaktyka z aktywnym jądrem typu LINER.
Odkrył ją William Herschel 16 maja 1784 roku, a John Dreyer skatalogował ją później w swoim New General Catalogue jako NGC 5396. 15 maja 1830 roku galaktykę obserwował John Herschel i choć podejrzewał, że jest to ten sam obiekt, który odkrył jego ojciec, nadał mu oddzielne oznaczenie, zaś Dreyer umieścił tę obserwację w swoim katalogu jako NGC 5375.
W galaktyce tej zaobserwowano supernową SN 1989K.